# Новопетровське (Кугарчинський район)
Новопетро́вське (рос. Новопетровское, башк. Яңы Петровка) — село у складі Кугарчинського району Башкортостану, Росія. Адміністративний центр Новопетровської сільської ради.
Населення — 201 особа (2010; 257 в 2002).
Національний склад:
- росіяни — 73%